# معاهدة هيبرتسبورغ
معاهدة هيبرتسبورغ ( (بالألمانية: Frieden von Hubertusburg)‏وقعت في 15 فبراير 1763 في قلعة هيبرتسبورغ من قبل بروسيا والنمسا وساكسونيا لإنهاء حرب سيليزيا الثالثة . جنبا إلى جنب مع معاهدة باريس ، الموقعة قبل خمسة أيام ، كانت إيذانا بنهاية حرب السنوات السبع . أنهت المعاهدة الصراع القاري دون تغييرات كبيرة في حدود ما قبل الحرب. تخلت النمسا وساكسونيا عن جميع المطالبات بالأراضي سيليزيا التي تم التنازل عنها لبروسيا في 1742 معاهدة برلين و 1745 معاهدة دريسدن . من الواضح أن بروسيا كانت من بين صفوف القوى العظمى الأوروبية ، بينما عززت المعاهدة التنافس مع النمسا .
كان عزم النمسا على استعادة مقاطعة سيليزيا الغنية ، والتي فقدت لصالح بروسيا عام 1748 ، هو الصراع الرئيسي الذي أدى إلى حرب السنوات السبع. حصلت ماريا تيريزا ، أرشيدوقة النمسا وملكة المجر وبوهيميا ، على دعم روسيا والسويد وساكسونيا وإسبانيا وفرنسا ، بهدف محدد هو شن حرب ضد بروسيا وحليفتها بريطانيا العظمى. ومع ذلك ، كان الملك فريدريك العظيم من بروسيا هو الذي بدأ الأعمال العدائية بهجومه واستيلاءه على ساكسونيا عام 1756.
بدأت حرب السنوات السبع عام 1756 ، حيث واجهت بروسيا قوات التحالف المكونة من النمسا وروسيا وفرنسا والسويد. على الرغم من أن غالبية الانظمة المتحالفة باستثناء هانوفر وهيس كاسل (أو هيس-كاسيل) وبرونزويك وساكس جوتا صوتت في يناير 1757 ضد التحرك للحرب ، فقد نجح فريدريك في سعيه لتوسيع النفوذ البروسي والأراضي.
خلال النصف الأول من الحرب ، واصل البروسيون الانتصار. في معركة روسباخ في 5 نوفمبر 1757 ، لم يهزم الجيش البروسي الفرنسيين فحسب ، بل هزم أيضًا القوات الإمبراطورية التي قاتلت إلى جانب الأخير ضد بروسيا. هزموا النمساويين في ليوثن عام 1757 والروس في زورندورف عام 1758. لكن في هذه المرحلة ، مع دخول السويد الحرب ومعارضة كل أوروبا تقريبًا لفريدريك ، بدا أن المد قد انقلب. بحلول عام 1759 ، كانت بروسيا الشرقية في أيدي الروس ، واحتلت برلين لبضعة أسابيع. غزت القوات النمساوية بروسيا من الجنوب. كان فريدريك الثاني الآن يعاني من نقص شديد في الجنود ، وكان في وضع يائس.
في عام 1758 ، هزم الجيش الأنجلو هانوفر ، وهو حليف لبروسيا ، بقيادة فرديناند من برونزويك ، الفرنسيين واحتل بلدة مونستر . في عام 1759 ، غزت القوات الإمبراطورية ساكسونيا وطردت البروسيين.
ومع ذلك ، أدى عاملان مهمان إلى العودة النهائية للهيمنة البروسية في الحرب. الأول كان الدعم النشط من البريطانيين وهانوفر. كلاهما ، حتى هذه اللحظة ، حارب المقاتلون غير الفعالين الآن بنجاح ضد الفرنسيين. والثاني ، والأكثر أهمية ، كان انسحاب روسيا والسويد من الحرب عام 1762. حدث هذا نتيجة وفاة إمبراطورة روسيا إليزابيث ؛ وسرعان ما وقع خليفتها ، بطرس الثالث ، أحد المعجبين بفريدريك ، معاهدة سلام مع الزعيم البروسي. بموجب معاهدة سان بطرسبرج عام 1762 ، صنعت روسيا السلام وأعادت جميع الفتوحات ؛ صنعت السويد السلام في نفس العام.
الآن يقاتلون بمفردهم في الشرق ، هُزم النمساويون في معركة بوركيرسدورف (يوليو 1762). كما عانى الفرنسيون من انتكاسات شديدة. في أمريكا فقدوا لويسبورج (1758) وكيبيك (1759) وبعض ممتلكاتهم في جزر الهند الغربية. في الهند ، دمرت الانتصارات البريطانية في بلاسي (1757) وبونديشيري (1761) القوة الفرنسية. على البحر ، استولى الفرنسيون على بورت ماهون من البريطانيين (1757) ، لكنهم هزموا من قبل هوك في خليج كويبيرون (1759). لم يكن دخول إسبانيا إلى الحرب بموجب شروط ميثاق الأسرة لعام 1761 عونًا كبيرًا لفرنسا ، حيث لم تكن الحرب ذات شعبية.
بعد مفاوضات مطولة بين القوى التي أنهكتها الحرب ، تم إحلال السلام بين بروسيا والنمسا وساكسونيا في هوبرتوسبرغ ، وبين بريطانيا العظمى وفرنسا وإسبانيا في باريس. كانت معاهدة هوبرتسبورغ ، على الرغم من أنها أعادت الوضع الراهن قبل الحرب ، علامة على صعود بروسيا كقوة أوروبية رائدة. من خلال معاهدة باريس ، برزت بريطانيا العظمى كإمبراطورية استعمارية رئيسية في العالم ، والذي كان هدفها الأساسي في الحرب ، وفقدت فرنسا معظم ممتلكاتها الخارجية.
تستخدم عبارة سلام هوبرتسبورغ أحيانًا كوصف لأية معاهدة تعيد الوضع الذي كان قائماً قبل اندلاع النزاع.